# Chiesa cattolica di rito bizantino-slavo in Polonia

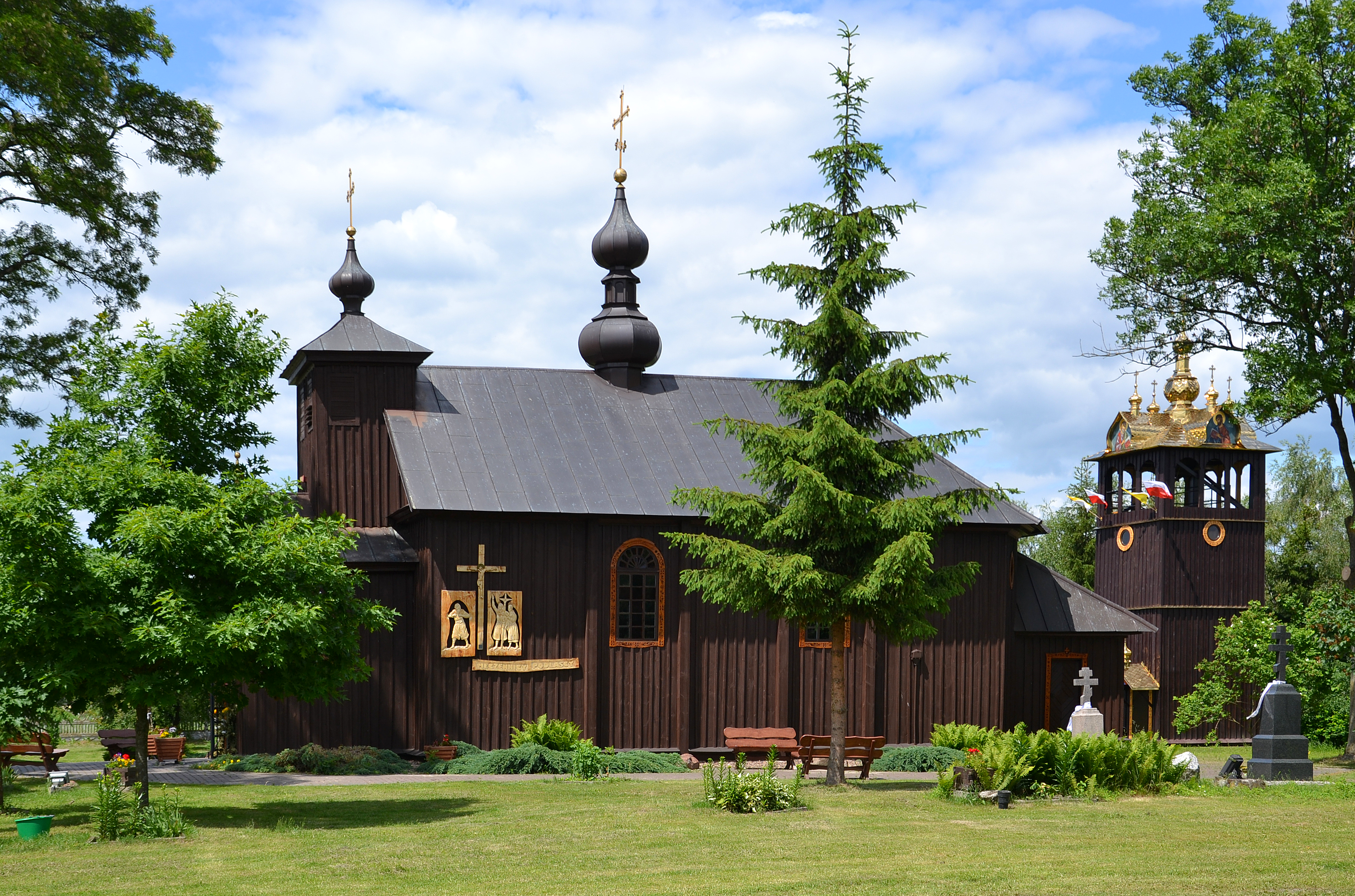
La parrocchia di Kostomłoty, l'unica parrocchia della Chiesa cattolica di rito bizantino-slavo in Polonia

La Chiesa cattolica di rito bizantino-slavo in Polonia (in polacco: Kościół katolicki obrządku bizantyjsko-słowiańskiego w Polsce) è una parte della Chiesa cattolica che adotta il rito bizantino e lo slavo ecclesiastico come lingua liturgica. È chiamata anche Chiesa neouniate, perché l'unione con Roma è posteriore a quella di Brest nel 1596 (Chiesa uniate). Conta in Polonia un numero di fedeli stimato in qualche migliaio.

## Storia

### Origini
Negli anni venti e trenta il vescovo di Siedlce Henryk Ignacy Przeździecki intraprese un'iniziativa per la conversione degli ortodossi al cattolicesimo, approfittando di favorevoli circostanze politiche e della crisi della Chiesa ortodossa in Polonia. Con l'appoggio del nunzio apostolico in Polonia Achille Ratti (il futuro papa Pio XI) e dei gesuiti di rito bizantino e seguendo l'istruzione Zelum amplitudinis riuscì ad avere già nel 1927 14 parrocchie di rito bizantino-slavo.

### Sviluppi

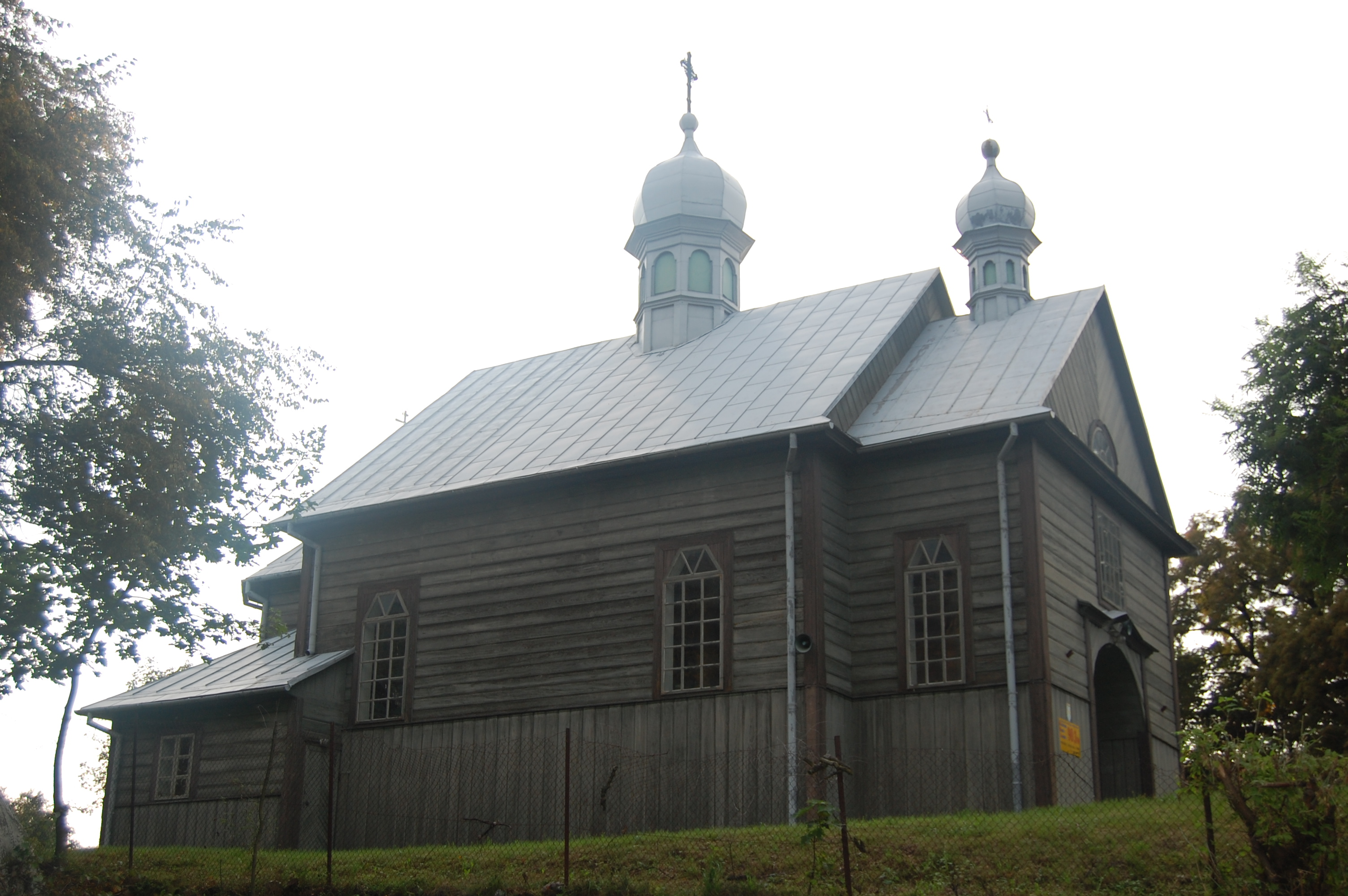
Chiesa di San Nicola e dell'Esaltazione della santa Croce a Horodło

Nel 1931 la Santa Sede nominò il vescovo ucraino Mykola Čarnec'kyj come ordinario per i fedeli di rito bizantino-slavo (detti neouniati), ma i contrasti sorti sulla base del concordato con la Polonia gli permisero di esercitare solo l'incarico di visitatore apostolico.
Nello stesso anno il vescovo latino di Luc'k, il beato Adolf Piotr Szelążek, istituì uno speciale seminario per formare i sacerdoti di rito bizantino-slavo, che prima della guerra darà alla Chiesa più di venti sacerdoti diocesani.
Nel 1937 c'erano 71 sacerdoti di rito bizantino-slavo in Polonia, fra i quali un vescovo, 39 sacerdoti secolari e 31 religiosi (gesuiti, cappuccini, studiti, redentoristi e basiliani).

### Soppressione
Durante la Seconda guerra mondiale molte parrocchie neouniate furono soppresse o fecero ritorno alla Chiesa ortodossa. Nel 1947 rimanevano in territorio polacco quattro parrocchie, di cui tre scomparvero negli anni seguenti a causa del trasferimento forzato degli abitanti. È rimasta soltanto la parrocchia di Kostomłoty, anche se i fedeli neouniati sono presenti in altre zone della Polonia.

### Oggi
Negli anni ottanta fu nuovamente possibile avere in Polonia monasteri cattolici di rito bizantino. Con l'approvazione del primate di Polonia Józef Glemp arrivarono dagli Stati Uniti due monaci uniati che dipendevano dalla giurisdizione del vescovo della diaspora bielorussa Włodzimierz Tarasowicz. I monaci si stabilirono a Ujkowice presso Przemyśl. A seguito di un conflitto con l'arcivescovo latino di Przemyśl Ignacy Tokarczuk i monaci hanno abbandonato la Chiesa cattolica e si sono sottomessi all'autorità della Chiesa ortodossa polacca autocefala.
Nel 2007 al vescovo di Siedlce sono stati affidati i fedeli polacchi di rito bizantino-slavo, con giurisdizione sulla parrocchia di Kostomłoty, dove la Divina Liturgia viene celebrata in slavo ecclesiastico.

## Struttura

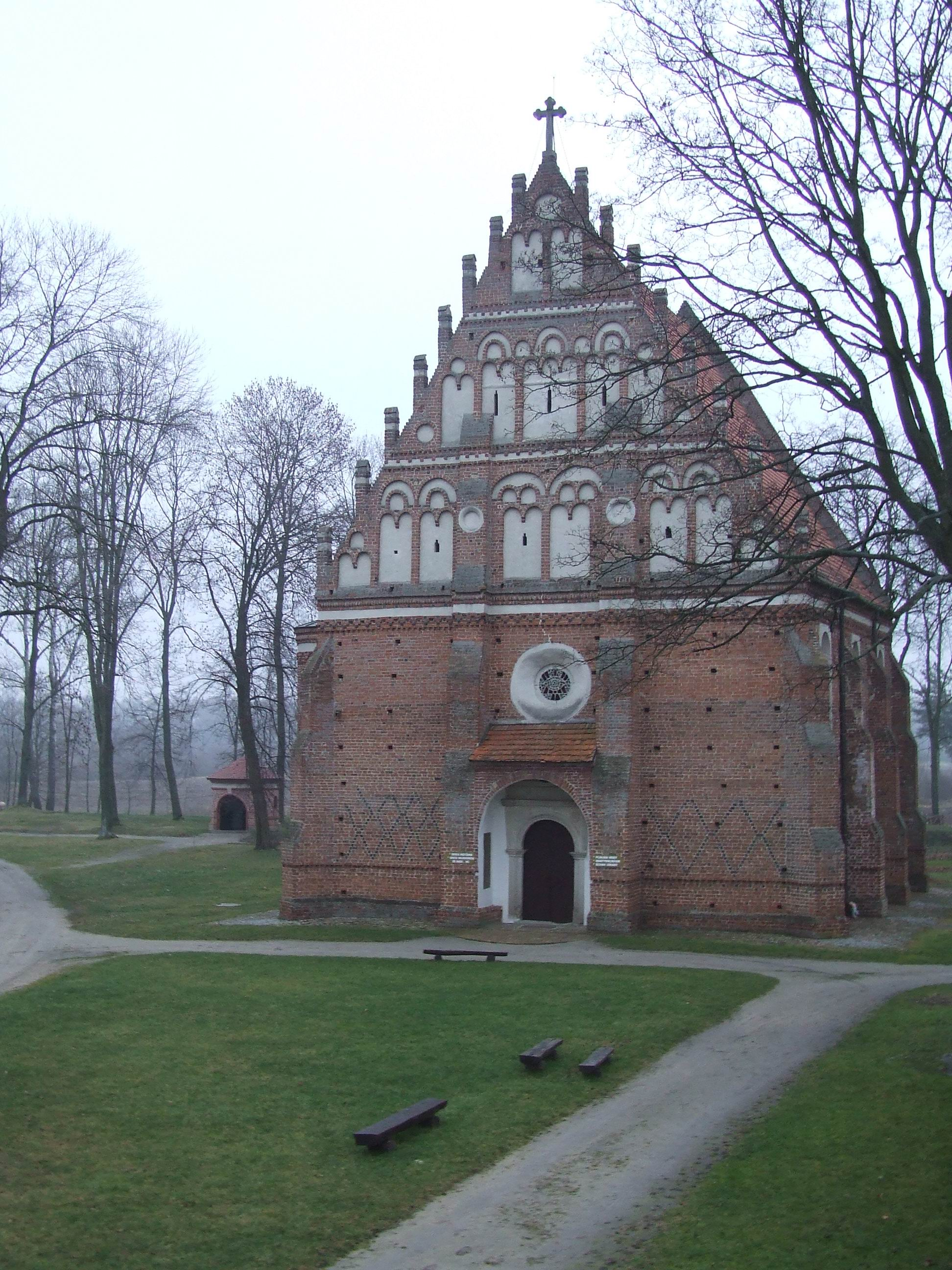
Chiesa dello Spirito Santo a Kodeń

- Chiesa parrocchiale di San Nikita martire a Kostomłoty
- Chiesa di San Nicola a Stary Pawłów
- Chiesa di San Nicola e dell'Esaltazione della santa Croce a Horodło
- Chiesa di Santa Parasceve a Dokudów
- Chiesa dello Spirito Santo a Kodeń
- Chiesa di Santa Parasceve a Hola
- Chiesa di San Giovanni apostolo ed evangelista a Stary Bubel
- Chiesa della Santissima Trinità a Połoski
- Chiesa di San Giovanni Teologo a Terespol

Tutte queste chiese si trovano nella parte orientale del voivodato di Lublino.